# Cannon (Familienname)
Cannon ist ein englischer Familienname.

## Namensträger

### A
- Annie Jump Cannon (1863–1941), US-amerikanische Astronomin
- Anthony Cannon (* 1984), US-amerikanischer American-Football-Spieler

### B
- Billy Cannon (1937–2018), US-amerikanischer American-Football-Spieler
- Brendan Cannon (* 1973), australischer Rugby-Union-Spieler

### C
- Cavendish W. Cannon (1895–1962), US-amerikanischer Diplomat
- Chris Cannon (1950–2024), US-amerikanischer Politiker
- Ciarán Cannon (* 1965), irischer Politiker
- Clarence Cannon (1879–1964), US-amerikanischer Politiker
- Colleen Cannon (* 1961), US-amerikanische Triathletin
- Colm Cannon (* 1986), luxemburgischer Eishockeyspieler

### D
- Danny Cannon (* 1968), US-amerikanischer Regisseur
- Dominic Cannon (* 1983), deutscher Basketball- und American-Football-Spieler
- Dyan Cannon (* 1937), US-amerikanische Schauspielerin

### E
- Elizabeth Anne Wells Cannon (1859–1942), US-amerikanische Frauenrechtlerin und Politikerin
- Emma Cannon (* 1989), US-amerikanische Basketballspielerin

### F
- Frank Cannon (Fußballspieler) (1888–1916), englischer Fußballspieler
- Frank J. Cannon (1859–1933), US-amerikanischer Politiker
- Franklin Cannon (1794–1863), US-amerikanischer Politiker
- Freddy Cannon (* 1940), US-amerikanischer Rock'n'Roll-Sänger

### G
- Gabriel Cannon (1806–1893), US-amerikanischer Politiker
- George Q. Cannon (1827–1901), US-amerikanischer Politiker und Apostel der Mormonen
- Gerald Cannon (* 1958), US-amerikanischer Jazz-Bassist
- Glenn Cannon (1932–2013), US-amerikanischer Schauspieler
- Gus Cannon (1883–1979), US-amerikanischer Blues-Musiker

### H
- Howard Cannon (1912–2002), US-amerikanischer Politiker

### J
- J. D. Cannon (John Donovan Cannon; 1922–2005), US-amerikanischer Schauspieler
- James M. Cannon (1918–2011), US-amerikanischer Politikberater
- James P. Cannon (1890–1974), US-amerikanischer Trotzkist und Parteifunktionär (CPUSA)
- James W. Cannon (* 1943), US-amerikanischer Mathematiker
- Jim Cannon (* 1953), schottischer Fußballspieler
- John Cannon (Rennfahrer) (1933–1999), kanadischer Autorennfahrer
- John Cannon (Rugbyspieler) (* 1980), kanadischer Rugby-Union-Spieler
- John Francis Michael Cannon (1930–2008), britischer Botaniker
- John K. Cannon (1892–1955), US-amerikanischer General
- Joseph Cannon (* 1975), US-amerikanischer Fußballspieler, siehe Joe Cannon
- Joseph Gurney Cannon (1836–1926), US-amerikanischer Politiker

### K
- Katherine Cannon (* 1953), US-amerikanische Schauspielerin
- Kay Cannon, US-amerikanische Regisseurin, Drehbuchautorin und Produzentin

### L
- Landy Cannon (* 1971), kanadischer Schauspieler
- Larry Cannon (* 1947), US-amerikanischer Basketballspieler
- Lawrence Cannon (* 1947), kanadischer Politiker
- Lynn Cannon (* 1950), US-amerikanische Speerwerferin

### M
- Malcolm Cannon (* 1944), britischer Eiskunstläufer
- Marcus Cannon (* 1988), US-amerikanischer American-Football-Spieler
- Marion Cannon (1834–1920), US-amerikanischer Politiker
- Martha Hughes Cannon (1857–1932), US-amerikanische Ärztin und Frauenrechtlerin
- Michael Cannon (* 1991), luxemburgischer Eishockeyspieler
- Mike Cannon-Brookes (* 1979), australischer Unternehmer

### N
- Newton Cannon (1781–1841), US-amerikanischer Politiker
- Nick Cannon (* 1980), US-amerikanischer Comedian, Schauspieler und Rapper

### P
- Pat Cannon (1904–1966), US-amerikanischer Politiker
- Paul Cannon (1897–1986), US-amerikanischer Politiker
- Peter Cannon (* 1951), US-amerikanischer Schriftsteller und Herausgeber
- Philip L. Cannon (1850–1929), US-amerikanischer Politiker

### R
- Raymond Joseph Cannon (1894–1951), US-amerikanischer Politiker
- Reggie Cannon (* 1998), US-amerikanischer Fußballspieler
- Robert H. Cannon (1923–2017), US-amerikanischer Robotiker, Luft- und Raumfahrtingenieur
- Robert M. Cannon (1901–1976), US-amerikanischer Generalleutnant

### S
- Seán Cannon (* 1940), irischer Sänger und Gitarrist
- Shelby Cannon (* 1966), US-amerikanischer Tennisspieler
- Sylvester Q. Cannon (1877–1943), Apostel der Kirche Jesu Christi der Heiligen der Letzten Tage

### T
- Terese Cannon (* 1995), US-amerikanische Beachvolleyballspielerin
- Thomas Cannon (1720–nach 1795), britischer Autor und Verfasser der ersten Verteidigung der Homosexualität in englischer Sprache

### V
- Vince Cannon (1937–1998), US-amerikanischer Filmschauspieler, Filmproduzent und Filmschaffender

### W
- Walter B. Cannon (1871–1945), US-amerikanischer Physiologe und Röntgenologe
- William Cannon (Politiker) (1809–1865), US-amerikanischer Politiker
- William H. Cannon (1907–1990), US-amerikanischer Regieassistent